# Farina (Illinois)
Pour les articles homonymes, voir Farina.
Farina est un village des comtés de Fayette et de Marion dans l'Illinois, aux États-Unis,. Fondé en 1867, le village est incorporé le 29 juin 1875.

## Démographie
Lors du recensement de 2010, le village comptait une population de 518 habitants. Elle est estimée, en 2017, à 505 habitants.